# 米沢則寿
米沢 則寿（よねざわ のりひさ、1956年3月12日 - ）は、日本の政治家。北海道帯広市長（4期）。

## 来歴
北海道帯広市出身。帯広市立帯広第六中学校（現・帯広市立翔陽中学校）、北海道帯広柏葉高等学校、北海道大学法学部卒業。
1978年4月、石川島播磨重工業株式会社（現・株式会社IHI）に就職。1985年11月、日本合同ファイナンス株式会社（現・株式会社ジャフコ）に入社。1989年から6年間、ロンドンに駐在した。1995年6月、北海道ジャフコ株式会社の取締役社長に就任。2005年2月、ジャフココンサルティング株式会社の取締役社長に就任。

## 市長選挙
2010年帯広市長選挙
2010年4月18日執行。民主党と新党大地の推薦を受けて無所属で出馬。元帯広市議会議長の上野敏郎（自由民主党、公明党推薦）、元帯広保健所職員の猪股寛ら2人の候補者を破り、初当選を果たした。2位の上野との票差は138票だった。
※当日有権者数：135,234人 最終投票率：57.55%（前回比：＋3.82pts）
| 候補者名 | 年齢 | 所属党派 | 新旧別 | 得票数   | 得票率 | 推薦・支持                              |
| -------- | ---- | -------- | ------ | -------- | ------ | --------------------------------------- |
| 米沢則寿 | 54   | 無所属   | 新     | 37,516票 | 48.93% | （推薦）民主党・新党大地 （支持）社民党 |
| 上野敏郎 | 63   | 無所属   | 新     | 37,378票 | 48.75% | （推薦）自民党・公明党                  |
| 猪股寛   | 64   | 無所属   | 新     | 1,781票  | 2.32%  |                                         |

2014年帯広市長選挙
2014年4月6日告示、4月13日執行。無所属（民主党・新党大地推薦）で立候補。自民党および共産党が対立候補の擁立を見送ったことから、米沢以外の立候補はなく、無投票で再選が決まった。
2018年帯広市長選挙
2018年4月15日執行。政党本部の推薦は受けなかったものの、立憲民主党帯広支部の推薦を受けて立候補。自民党支部は米沢に対し「応援」の方針にとどまった。前市議会議長の小森唯永を破り3選。
※当日有権者数：139,004人 最終投票率：44.84%（前回比：－12.71pts）
| 候補者名 | 年齢 | 所属党派 | 新旧別 | 得票数   | 得票率 | 推薦・支持                 |
| -------- | ---- | -------- | ------ | -------- | ------ | -------------------------- |
| 米沢則寿 | 62   | 無所属   | 現     | 33,756票 | 54.98% | （推薦）立憲民主党帯広支部 |
| 小森唯永 | 68   | 無所属   | 新     | 27,640票 | 45.02% |                            |

2022年帯広市長選挙
2022年4月17日執行。政党の推薦は受けなかったが、立憲民主党帯広支部は独自に「応援」、自民党支部は自主投票としたが一部地方議員が支持した。前回に続き立候補した小森ら2人を破り4選。
※当日有権者数：138,039人 最終投票率：45.51%（前回比：+0.67pts）
| 候補者名 | 年齢 | 所属党派 | 新旧別 | 得票数   | 得票率 | 推薦・支持 |
| -------- | ---- | -------- | ------ | -------- | ------ | ---------- |
| 米沢則寿 | 66   | 無所属   | 現     | 29,518票 | 47.75% |            |
| 小森唯永 | 72   | 無所属   | 新     | 23,279票 | 37.66% |            |
| 西川泰史 | 49   | 無所属   | 新     | 9,023票  | 14.60% |            |

## 市政
- 2016年7月3日、帯広市は、アウトドア総合メーカーのスノーピークと地域社会の活性化などを目的とする包括連携協定を締結した[8]。続いて2017年4月5日、スノーピーク、電通などと共同出資で「株式会社デスティネーション十勝」を設立[9]。帯広市は冬季の集客に課題があったことから、同社を通じ、ウィンターグランピングツアーなどを企画・実施した[10]。2021年3月31日、同社は観光庁の「観光地域づくり法人（DMO）」に登録された。十勝総合振興局内での登録は2例目[11]。